# 소하중학교
소하중학교(所下中學校)는 대한민국 경기도 광명시 소하동에 있는 공립 중학교이다.

## 학교 연혁
- 1997년 1월 14일 : 소하중학교 설립인가(30학급)
- 1997년 3월 1일 : 초대 김영기 교장 취임
- 1997년 3월 4일 : 제1회 입학식(233명)
- 2000년 2월 15일 : 제1회 졸업식(225명)
- 2004년 2월 26일 : 학생 급식실 개관
- 2010년 1월 1일 : 학칙변경(17학급 인가 1학년 6학급, 2학년 6학급, 3학년 5학급), 특수학급 1
- 2010년 11월 19일 : 혁신학교 지정(2011.03.1~2015.02.28)
- 2014년 12월 30일 : 혁신학교 재지정(2015.03.1~2018.02.28)
- 2018년 12월 30일 : 혁신학교 재지정(2019.03.1~2023.02.28)
- 2023년 1월 11일 : 제24회 졸업식(15학급 458명, 누계 6,310명)
- 2023년 3월 1일 : 제9대 류숙자 교장 취임
- 2024년 3월 4일 : 제28회 입학식 (13학급 382명)

## 참고 자료
- 소하중학교 - 한국교육학술정보원 학교알리미